# Шутовской хоровод
«Шутовской хоровод» (англ. Antic Hay) — юмористический роман Олдоса Хаксли, опубликованный в 1923 году. Действие происходит в Лондоне, где потерявшая цель в жизни или погруженная в себя культурная элита переживает неспокойные времена после окончания Первой мировой войны .
Роман написан сразу после того, как Хаксли и его жена переехали в Италию, где они жили с 1923 по 1927 год.
Название заимствовано из пьесы «Эдуард II» (ок. 1593) Кристофера Марлоу. Цитата из первой сцены первого акта цитируется на фронтисписе книги.
Рукописи романа хранятся в коллекции библиотеки Хьюстонского университета.
Роман был кратко упомянут в классическом романе Ивлина Во «Возвращение в Брайдсхед».

## Описание
Книга рассказывает о жизни различных персонажей в богемных и интеллектуальных кругах. Хаксли переложил на бумагу интеллектуальные дебаты своего времени, в результате чего идеи в романе превалируют над описанием судеб людей.
Роман проникнут разочарованием и укрепляет репутацию Хаксли как ниспровергателя идеалов. Из-за открытого обсуждения секса книга обвинялась в безнравственности и цинизме. Роман был запрещен в Австралии и сожжен в Каире.

## Сюжет
Роман начинается в Лондоне сразу после Первой мировой войны. Потеря жизненных ориентиров и нестабильность, вызванные конфликтом, внушают всем чувство потерянности. Но персонажи по-прежнему ищут счастья, однако их попытки оканчиваются смешно и нелепо.
В целом сюжет развивается вокруг Теодор Гамбрила Младшего и изобретенных им брюк со встроенной надувной подушкой.
Поиски любви иногда заставляют Гамбрила превращаться в «цельного человека», используя накладную бороду. С помощью этого образа он преодолевает свою стеснительность и подходит к женщинам в общественных местах. Однако затем перед ним возникает проблема раскрытия перед подругами своего истинного «я».

## Комментарии
1. ↑  И юноши, подобно козлоногим // Закружатся в старинном хороводе" — Перевод А. Радловой. Кристофер Марло, Сочинения, Государственное издательство художественной литературы, М., 1961.